# الدار العربية للعلوم ناشرون
أسس الدار العربية للعلوم ناشرون الأخوة شبارو في بيروت عام 1986 ومنذ انطلاقتها عملت على نشر العلوم الحديثة باللغة العربية، وخصوصاً علوم التقنيات الحديثة والتطبيقات العملية للعلوم في حياتنا المعاصرة.
وتضم قائمة منشورات الدار أكثر من 3000 كتاب تقريباً تغطي المواضيع التالية: الكمبيوتر والإنترنت والبرمجة، العلوم الطبيعية والاختراعات العلمية، الإدارة والمهارات الإدارية، الصحة والرشاقة والعناية بالطفل والأسرة، الناشئة، الطبخ العربي والعالمي، الديكور والتجميل المنزلي، السفر والرحلات، الرياضة، ومواضيع أخرى عديدة.
تتعاون الدار العربية للعلوم ناشرون مع كبريات دور النشر في العالم، مثل مايكروسوفت برس، سيبكس، أدوبي برس، وغيرها من دور النشر في مختلف أنحاء العالم، وذلك بناء على اتفاقات ثنائية تقوم الدار العربية للعلوم ناشرون بموجب تلك الاتفاقات بترجمة ونشر أهم وأحدث الكتب العلمية التي تصدر في العالم.

## عضو في
- اتحاد الناشرين العرب
- نقابة اتحاد الناشرين في لبنان
- نقابة الطباعة في لبنان
- ملتقى ناشري كتب الأطفال
- جمعية ناشري كتب الأطفال

## جوائز
- 2006 جائزة النادي الثقافي العربي أفضل الكتب إخراجاً المرتبة الثانية الدار العربية للعلوم ناشرون / الدكتورغازي مكداشي
- 2006 جائزة النادي الثقافي العربي أفضل الكتب إخراجاً المرتبة الثانية الدار العربية للعلوم ناشرون / محمد كريم
- 2007 جائزة النادي الثقافي العربي أفضل الكتب إخراجاً المرتبة الأولى الدار العربية للعلوم ناشرون / الأستاذ زاهي وهبي
- 2007 جائزة شمال جنوب الدار العربية للعلوم ناشرون / الأستاذة جمانة حداد
- 2007 جائزة النادي الثقافي العربي أفضل الكتب إخراجاً المرتبة الأولى الدار العربية للعلوم ناشرون / الأستاذ بلال بصل
- 2007 جائزة مالك حداد الدار العربية للعلوم ناشرون / عبير شهرزاد
- 2007 جائزة مالك حداد الدار العربية للعلوم ناشرون / كمال قرور
- 2008 جائزة النادي الثقافي العربي أفضل الكتب إخراجاً المرتبة الثانية الدار العربية للعلوم ناشرون / الأستاذة مي شبقلو
- 2008 جائزة المغرب للكتاب الدار العربية للعلوم ناشرون / د. شرف الدين ماجدولين
- 2009 جائزة زايد للمؤلف الشاب الدار العربية للعلوم ناشرون / د. يوسف وغليسي
- 2009 جائزة النادي الثقافي العربي أفضل غلاف المرتبة الأولى الدار العربية للعلوم ناشرون / إبراهيم نصر الله
- 2009 جائزة المتوسط للكتاب - فلسفة الدار العربية للعلوم ناشرون / الأستاذ علي حرب
- 2010 جائزة زايد للمؤلف الشاب الدار العربية للعلوم ناشرون / د. محمد الملاخ
- 2010 جائزة النادي الثقافي العربي أفضل الكتب إخراجاً المرتبة الثانية الدار العربية للعلوم ناشرون / جمال محمد إبراهيم
- 2010 جائزة جوردان أوارد لأحسن رواية أردنية الدار العربية للعلوم ناشرون / ليلى الأطرش
- 2010 جائزة المؤلف الإماراتي ثقافة للنشر والتوزيع / علي العبدان
- 2011 جائزة مؤسسة شؤون مالية لأفضل كتاب اقتصادي الدار العربية للعلوم ناشرون / د. مازن سويد
- 2011 جائزة المغرب للكتاب فرع الاداب - مغرب الدار العربية للعلوم ناشرون الدكتور محمد البازي التأويلية العربية
- 2011 جائزة الشيخ زايد فرع البناء وتنمية الدولة - إمارات الدار العربية للعلوم ناشرون الدكتور عبد الرؤوف سنوحرب لبنان 1975-1990
- 2012 جائزة الشيخ زايد فرع الأطفال - إمارات الدار العربية للعلوم ناشرون الإعلامي عبده وازن الفتى الذي ابصر لون الهواء.
- 2023: جائزة التميز في النشر من معرض الرياض الدولي للكتاب.[1]

## انتقادات
في 27 مارس 2021 نشر حساب على تويتر يدعى «كتب محرمة» سلسلة تغريدات يذكر فيها وجود «تحريف» و«اجتزاء» ما بين النسخة العربية والنسخة الأصلية لكتاب «الأُختان» للكاتبة النرويجية آسني سييرستاد، والذي قامت الدار العربية للعلوم ناشرون بترجمته ونشره بالعربية، وبعد ذلك تعرضت الدار لانتقادات شديدة بدعوى «الخيانة الأدبية».

## الكتب الصادرة من الدار
- المجموعة القصصية «حفل تأبيني لذاكرة ما»، من تأليف الكتابة إيمان أكرم البياتي، صدرت عام 2012.[4]